# Torre de l'Aigua de la Bleda
La torre de l'Aigua de la Bleda és un edifici de Pacs del Penedès (Alt Penedès) inclòs a l'Inventari del Patrimoni Arquitectònic de Catalunya.

## Descripció
La torre està situada al límit del terme municipal de Pacs del Penedès amb el de Sant Martí Sarroca, envoltada de vinyes en una zona plana. És de planta quadrada, composta de base i tres trams, oberts per les quatre cares amb finestres ogivals. Hi ha cornises de separació entre els pisos i és interessant la utilització del maó vist.

## Història
Es tracta d'una antiga torre de l'aigua, bastida el 1923 d'acord amb el projecte de l'arquitecte Antoni Pons i Domínguez i l'enginyer Lunciano Moro. Actualment no s'utilitza.